# NGC 18
NGC 18 è una stella binaria (entrambe le stelle sono di tipo spettrale G4) nella costellazione di Pegaso. È stata osservata per la prima volta da Herman Schultz il 15 ottobre 1866 che la descrisse dall'aspetto nebuloso, seppur con qualche dubbio, e per questo catalogata nel catalogo NGC; il 2 ottobre 1866 Édouard Stephan provò a cercarla, senza riuscire ad osservarla; è stata infine osservata indipendentemente da Guillaume Bigourdan nel novembre 1886, che la descrisse dall'aspetto stellare.
Entrambe le stelle distano 2528±20 al dalla Terra e sono distanti tra loro minimo 2 700 unità astronomiche, distanza notevole per un sistema binario.

## Osservazione
NGC 18 è una binaria visuale, con una magnitudine di +14,7. La coppia dunque non è visibile ad occhio nudo, ma è necessario almeno un piccolo telescopio.
La sua posizione moderatamente boreale fa sì che questa stella sia osservabile specialmente dall'emisfero nord, in cui si mostra alta nel cielo nella fascia temperata; dall'emisfero australe la sua osservazione risulta invece più penalizzata, specialmente al di fuori della sua fascia tropicale, sebbene sia visibile da tutti gli osservatori posti a nord di 62° S.
Il periodo migliore per la sua osservazione nel cielo serale ricade nei mesi compresi fra settembre e febbraio; nell'emisfero nord è visibile anche per un periodo maggiore, grazie alla declinazione boreale della stella, mentre nell'emisfero sud può essere osservata solo durante i mesi della tarda primavera e inizio estate australi.